# Edward Anseele
Edward Anseele (Gant, 26 de juliol de 1856 - Gant, 18 de febrer de 1938) fou un polític belga flamenc. Encara que els seus pares pertanyien a la classe mitjana baixa (el seu pare era sabater), Edward es va convertir en un activista del moviment socialista primerenc. Anseele va estudiar a l'Ateneu Reial de Gant, fins a l'edat de disset anys.